# Lei (collier de fleurs)
Pour les articles homonymes, voir Lei.

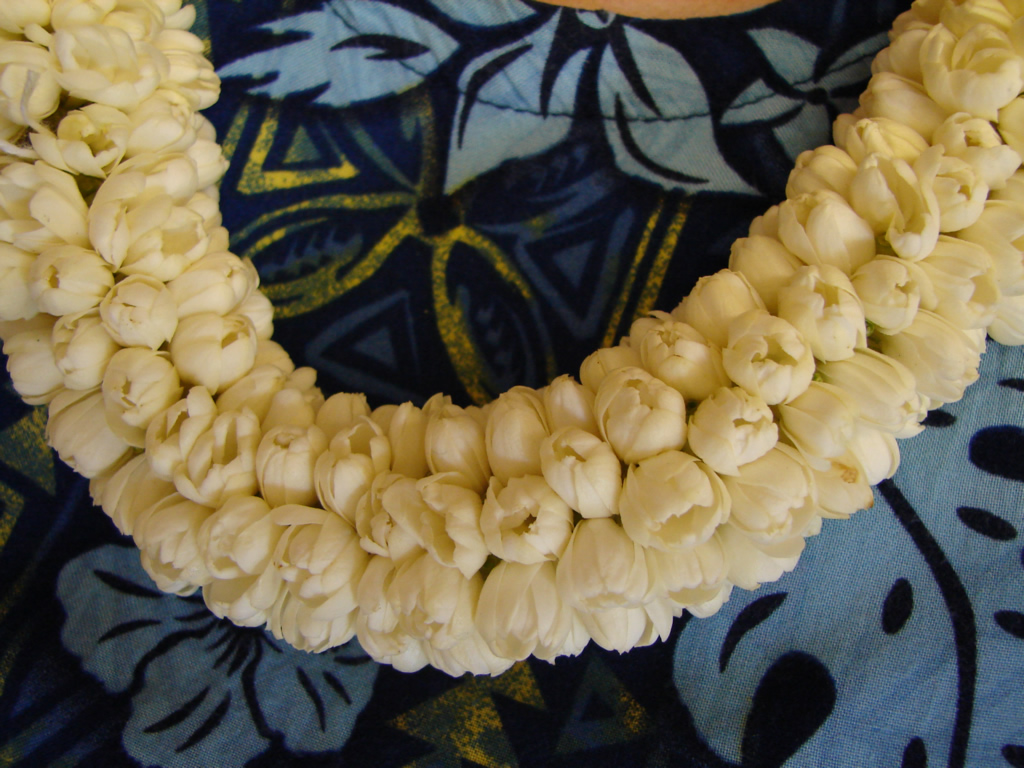
Un collier parfumé de pikake frais (jasmin sambac)

Un lei est une sorte de guirlande ou couronne de fleurs caractéristique à Hawaï, en Polynésie et aux Philippines. De façon plus générale, un lei est une série d'objets liés ensemble dans l'intention d'être portés. Des lei de différents styles sont offerts en cadeau pour honorer les gens dans tout le Pacifique, étant présentés, par exemple, aux dignitaires en visite, aux diplômés ou aux proches qui partent.
Le lei a gagné en popularité aux États-Unis en raison de l'habitude d'en présenter un aux touristes arrivant ou partant à Hawaï. Des leis faits de Sampaguita sont également utilisés aux Philippines pour des raisons religieuses, généralement portés sur leur Anito ou leurs statues religieuses.